# Université Abbé Oliva CEU
 (mars 2021).
La mise en forme du texte ne suit pas les recommandations de Wikipédia : il faut le « wikifier ».
Les points d'amélioration suivants sont les cas les plus fréquents :
- Les titres sont pré-formatés par le logiciel. Ils ne sont ni en capitales, ni en gras.
- Le texte ne doit pas être écrit en capitales (les noms de famille non plus), ni en gras, ni en italique, ni en « petit »…
- Le gras n'est utilisé que pour surligner le titre de l'article dans l'introduction, une seule fois.
- L'italique est rarement utilisé : mots en langue étrangère, titres d'œuvres, noms de bateaux, etc.
- Les citations ne sont pas en italique mais en corps de texte normal. Elles sont entourées par des guillemets français : « et ».
- Les listes à puces sont à éviter, des paragraphes rédigés étant largement préférés. Les tableaux sont à réserver à la présentation de données structurées (résultats, etc.).
- Les appels de note de bas de page (petits chiffres en exposant, introduits par l'outil «  Source ») sont à placer entre la fin de phrase et le point final[comme ça].
- Les liens internes (vers d'autres articles de Wikipédia) sont à choisir avec parcimonie. Créez des liens vers des articles approfondissant le sujet. Les termes génériques sans rapport avec le sujet sont à éviter, ainsi que les répétitions de liens vers un même terme.
- Les liens externes sont à placer uniquement dans une section « Liens externes », à la fin de l'article. Ces liens sont à choisir avec parcimonie suivant les règles définies. Si un lien sert de source à l'article, son insertion dans le texte est à faire par les notes de bas de page.
- La présentation des références doit suivre les conventions bibliographiques. Il est recommandé d'utiliser les modèles {{Ouvrage}}, {{Chapitre}}, {{Article}}, {{Lien web}} et/ou {{Bibliographie}}. Le mode d'édition visuel peut mettre en forme automatiquement les références.
- Insérer une infobox (cadre d'informations à droite) n'est pas obligatoire pour parachever la mise en page.

Pour une aide détaillée, merci de consulter Aide:Wikification.
Si vous pensez que ces points ont été résolus, vous pouvez retirer ce bandeau et améliorer la mise en forme d'un autre article.
 (mars 2021).
Si vous disposez d'ouvrages ou d'articles de référence ou si vous connaissez des sites web de qualité traitant du thème abordé ici, merci de compléter l'article en donnant les références utiles à sa vérifiabilité et en les liant à la section « Notes et références ».
L’université Abbé-Oliva CEU (en catalan et officiellement: Universitat Abat Oliba CEU) est une université privée à but non lucratif d’inspiration catholique, située à Barcelone (Espagne). Elle a obtenu cet état en 2003 par décret du Parlement de Catalogne, qui a élevé au rang d’université le collège universitaire homonyme fondé en 1973.
L’université porte le nom de l’abbé Oliva, comte de Berga y Ripoll, évêque de Vic, réformateur des monastères de Cuixà et Ripoll, et fondateur de l'abbaye de Montserrat. En effet, l’université "aspire à faire sien l’esprit de celui qui établit, il y a mille ans, les bases de la Catalogne naissante en s’appuyant sur la culture romane et chrétienne".
Son nom rend hommage à l’abbé Oliva, figure clé du repeuplement de la Catalogne sur la base de la culture romane et chrétienne, ainsi que du pactisme politique, dont les assemblées de la Paix et la Trêve de Dieu établirent le précédent de l’un des premiers parlements d’Europe.
C’est l’une des trois universités espagnoles appartenant au groupe éducatif CEU. Elle fait partie de l’Association catholique de propagandistes, une institution créée en 1908 par le père jésuite Ángel Ayala.
Le siège social de l’UAO CEU est le campus de Bellesguard, dans le district de Sarrià-Sant Gervasi. L’architecte Miquel Àngel Armengou, de Barcelone, a conçu et supervisé la construction de l’université autour de l'église centrale.

## Historique

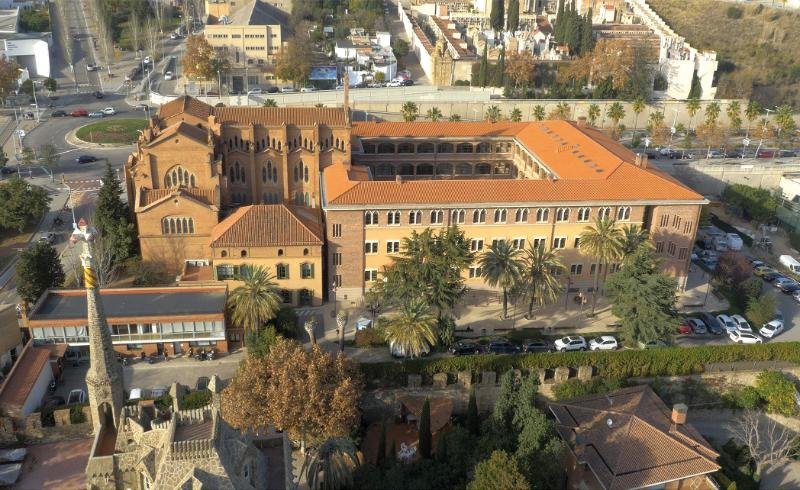
Campus de l'Université Abbé-Oliva à Barcelone

L’origine de l’université actuelle remonte au collège universitaire Abbé Oliva, une institution créée par la Fondation universitaire San Pablo CEU en 1973 à Barcelone sous forme de collège universitaire. Ce centre a initié son activité en janvier 1974 via un accord de rattachement et de collaboration avec l’université de Barcelone, et est par conséquent l’établissement d’enseignement privé de droit le plus ancien parmi ceux établis en Catalogne.
En 1992, elle acquit le complexe construit par l’architecte moderniste Bernardí Martorell à la requête de sa bienfaitrice Francesca Balart, pour le convertir en son siège social actuel, qui fut inauguré en 1995. Cette même année, outre la rénovation menée par l’architecte Miquel Àngel Armengou, elle devint l’établissement d’enseignement supérieur Abbé-Oliva, proposant des maîtrises de Droit, d’Administration et Gestion d’Entreprises, et un premier cycle d’Économie.
Huit ans plus tard, en 2003, l’université Abbé-Oliva CEU est reconnue par la loi 20/2003 du 4 juillet du Parlement de Catalogne. Elle devient alors l’une des trois universités espagnoles appartenant au groupe éducatif CEU.
Le printemps 2007 vit la naissance des GoliADs UAO CEU Awards, des prix de publicité et de communication attribués chaque année par les élèves-mêmes de l’université à des agences de publicité et de communication. Les GoliADs remplacent les ICOMI Awards, qui datent de 1995, créés par le centre d’études ICOMI.
En 2012 fut lancé l’UAO CEU International Journalism Week, un congrès international de cinq jours (du lundi au vendredi) qui réunit des conférenciers pour des présentations en anglais autour du journalisme. L’UAO CEU International Journalism Week a lieu tous les ans, avec un thème différent pour chaque édition.
Le 14 décembre 2012, l’UAO CEU et le reste des universités catalanes se sont engagés à défendre l’immersion linguistique, ainsi qu’un modèle propre et coordonné d’accès à l’enseignement universitaire en réponse à la Loi organique pour l’amélioration de la qualité de l’éducation, impulsée par José Ignacio Wert, ministre espagnol de l’Éducation.

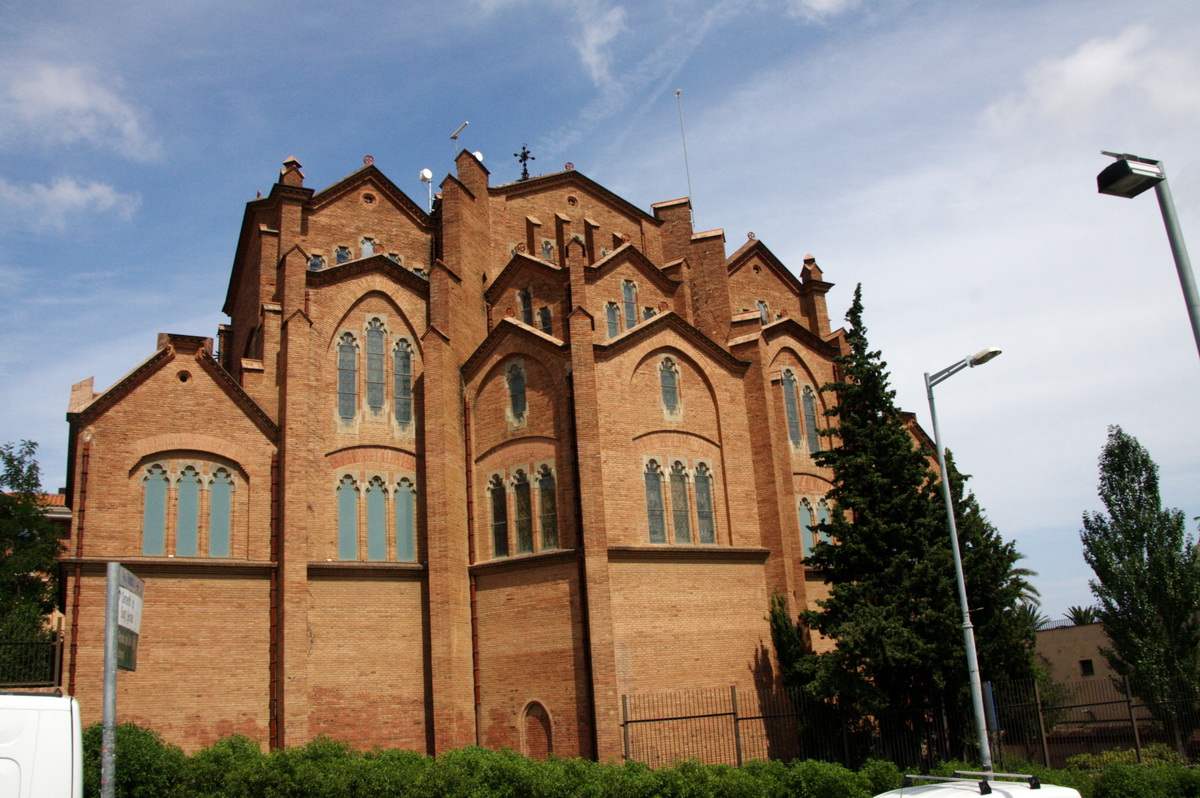
Couvent du Rédempteur

Le 31 janvier 2013, l’UAO CEU et d’autres universités catalanes, sous l’impulsion du Gouvernement espagnol par le biais du Conseil interuniversitaire, acceptèrent d’évaluer leur qualité et leur compétitivité selon le nouveau système de classement U-Multirank, lancé par la Direction Générale de l'éducation et de la culture de la Commission européenne. Ce système d’évaluation, auquel participent de manière volontaire 500 universités internationales, comprend de nombreux paramètres permettant de donner des informations rigoureuses et plus flexibles, afin de refléter la diversité des situations des universités, principalement européennes.
Ont été recteurs : Joan Corona (2003-2004); José María Alsina Roca (2004-2009); Carlos Pérez del Valle (2009-2017); Eva Perea (2017-2018); et Rafael Rodríguez-Ponga (2019-2024); et Arcadi Gual Sala (depuis 2024).

## Structure
L’UAO CEU se compose de trois facultés : Droit et entreprise, dont la doyenne est Dr. María Jesús Pesqueira Zamora ; Communication, éducation et sciences humaines, dont le doyen est Dr. Enrique Martínez García, et Psychologie, dont le doyen est Dr. Martín Echevarría. Toutes proposent des licences, masters et post-doctorats dans les domaines suivants : Communication, Droit et sciences politiques, Éducation, Entreprises et économie, Sciences humaines et Psychologie.
En 2017, l’UNESCO a concédé à l’UAO CEU la chaire pour la paix, la solidarité et le dialogue interculturel, pour la promotion d’un concept intégral de paix.

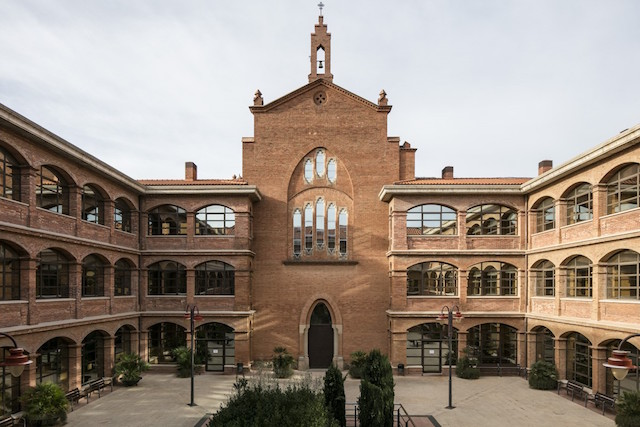
Cloître de l'université Abbé-Oliva

À celle-ci s’ajoutent la chaire d’entreprise familiale et création d’entreprises ; la chaire d’économie solidaire; la chaire Gift & Task de bioéthique et de droit ; la chaire Roi Martin l’Humain, Comte de Barcelone; et, depuis 2019, coïncidant avec la commémoration du 500 anniversaire, la chaire CEU Elcano - Premier tour du monde.
Il y a également un observatoire de l’emploi, consacré aux questions d’actualité du monde du travail et un Institut des sciences de la santé.
L’UAO CEU possède six groupes de recherche : MULTICULTCOM (communication et conflits dans une société multiculturelle) , TRIVIUM (famille, éducation et école inclusive) ; EAEDIUM (économie appliquée, économie de l’éducation et études de marché) ; EJES (employabilité, jeunes et exclusion sociale) , GREFE (entreprises familiales et entrepreneuriat) ; et PROSOPON (personnes et vie personnelle).
L’UAO CEU fait partie de la Conférence des recteurs des universités espagnoles (CRUE), du réseau d’universités Vives, dont elle a assuré la présidence en 2019-2020, ainsi que de la European Association for International Education et du Conseil international des universités de Saint Thomas d’Aquin. En 2020, elle a intégré la Fédération des universités catholiques européennes et la Plate-forme pour la coopération internationale pour les migrants sans-papiers. Elle fait partie du groupe éducatif CEU et est l’une des trois universités CEU.

## Activités
Outre la recherche et l’enseignement, l’UAO CEU organise des activités culturelles et de divulgation. En 2007, les GoliADs UAO CEU Awards ont été créés. Il s’agit de prix de publicité et de communication attribués chaque année par les élèves-mêmes de l’université à des agences de publicité et de communication.

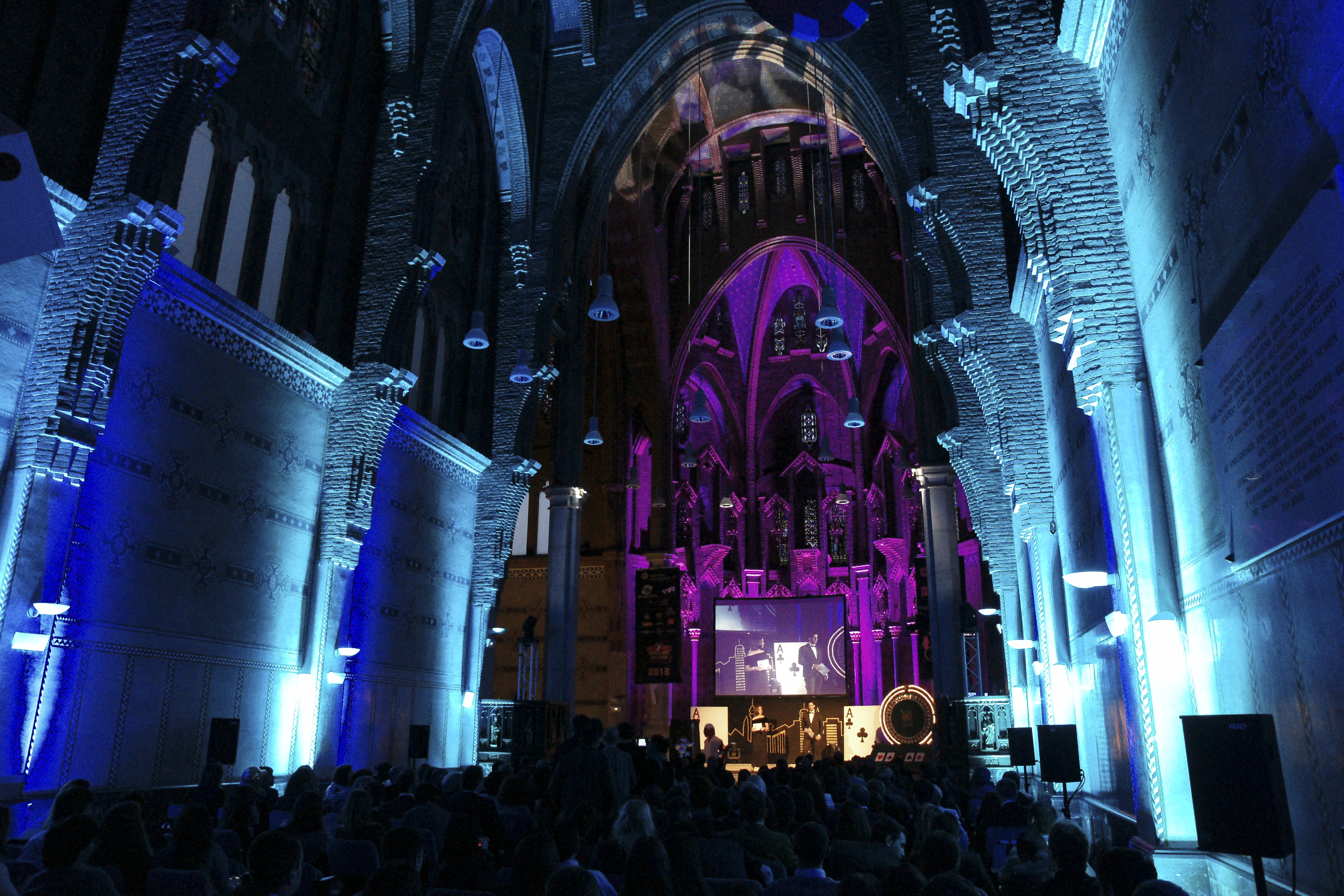
Cérémonie de remise des prix GoliADs UAO CEU

Depuis 2013, elle organise le BCN Thinking Challenge, un marathon universitaire d’entrepreneuriat social imaginé par le Club d’entrepreneurs de l’université.
En 2015 ont été mis en place les rencontres pour l’innovation dans le domaine de l’éducation (Education Talks), qui comprennent deux sessions par an, une sur l’innovation dans le domaine de l’éducation et l’autre sur un thème monographique.
En 2017 la Digital Communication Week a vu le jour. Deux éditions ont eu lieu depuis : une axée sur le rôle de l’intelligence artificielle et l’autre sur la transformation numérique. Elle est organisée dans le cadre du master en communication numérique et nouvelles technologies.
Dans le contexte du groupe de recherche sur la famille, l’éducation et l’école inclusive, les congrès Word in Education ont lieu chaque année, et sont hébergés successivement par l’université Abbé Oliva CEU, l’Académie Ignatianum de Cracovie (Pologne) et les Facultés Libres de Philosophie et de Psychologie(France).
Parmi les autres congrès organisés par l’UAO CEU on trouve le Congrès Droit et société et le Congrès européen d’anthropologie chrétienne et des sciences de la santé mentale, qui ont célébré leur première édition en septembre 2018 et 2019, respectivement.
L’UAO CEU a été la première université à intégrer le programme "Les universités ont du cœur" de l’association Cáritas Diocesana de Barcelona. Elle fait partie du groupe éducatif CEU, l’institution d’enseignement privé qui, en Espagne, destine la plus grande part de ressources aux bourses et aides aux études.

## Reconnaissance
En matière d’enseignement, l’UAO CEU est la première université privée catalane intégrée au classement des universités espagnoles, selon les données de l’Instituto de Análisis Industrial y Financiero (IAIF) de l’université Complutense de Madrid. Dans le secteur privé à l’échelle nationale, l’UAO CEU occupe la troisième position, derrière l’université de Navarre et l’université pontificale de Comillas.

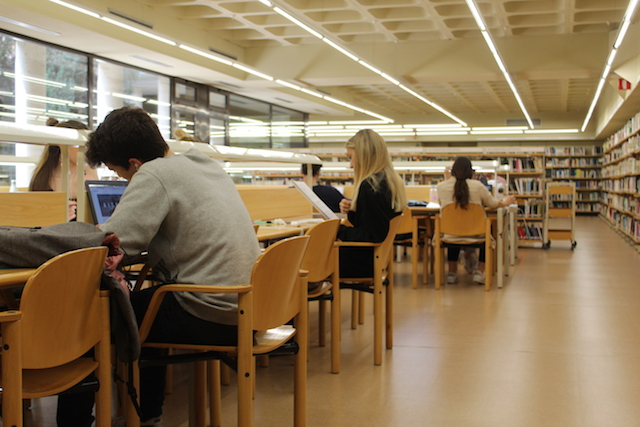
Bibliothèque UAO CEU

Dans la septième enquête d’insertion professionnelle auprès des diplômés des universités catalanes (2020), élaborée par l’agence chargée de la qualité du système universitaire en Catalogne, les diplômés de l’UAO CEU atteignent un taux d’employabilité de 95,3 %, plusieurs points au-dessus de la moyenne des autres universités dans le domaine des sciences sociales.
Selon l’étude Vía Universitaria (2016) de la fondation Jaume Bofill et du réseau d’universités Vives, 85 % des élèves de l’UAO CEU sont satisfaits des études suivies. Dans le septième classement d’universités de la fondation CyD (2020), l’UAO CEU se qualifie comme centre d’excellence en termes de mobilité internationale, professeurs internationaux, stages dans des entreprises de la région, taux d’obtention de diplôme et taux de réussite en licence.
Selon le classement mondial des universités du Times Higher Education, les universités CEU sont parmi les 500 meilleures au monde et occupent la sixième position des universités espagnoles.

## Siège

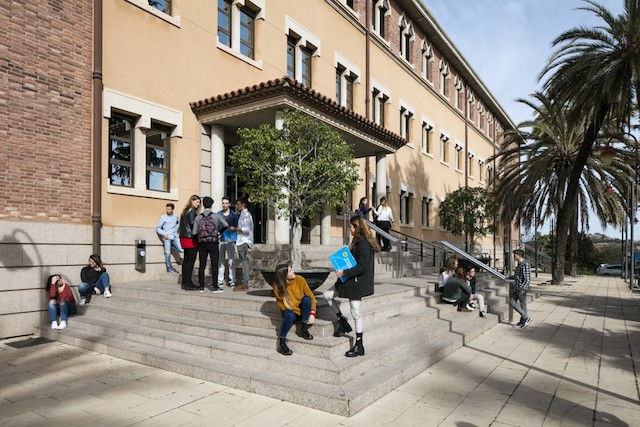
Entrée principale de l'université UAO CEU

Le siège social de l’UAO CEU se trouve sur le campus de Bellesguard, situé autour de l’ancien palais d’été fortifié de la Maison de Barcelone, où en 1410 mourut son dernier membre, le roi Martin Ier d’Aragon, dit l’Humain.
En 1900, une partie de la parcelle fut séparée pour que l’architecte Antoni Gaudí puisse construire une résidence pour l’industriel Jaume Figueres, la Torre Bellesguard. Sur le reste de la parcelle, les Oblates du Très Saint Rédempteur créèrent en 1925 une communauté religieuse assistant à la réinsertion sociale, construite par l’architecte Bernardí Martorell grâce à la générosité de Francesca Balart. Martorell, disciple de Gaudí, conçut une église aux voûtes hyperboloïdes, qui est aujourd’hui l’Aula Magna/Aula Sacra.
L’église et le cloître furent aménagés comme siège de l’UAO CEU par l’architecte Miquel Àngel Armengou en 1992. En 2018, des travaux de rénovation eurent lieu dans les installations de l’Aula Magna/Aula Sacra, avec la mise ne place d’un système de chauffage au sol radiant et de nouveaux équipements audiovisuels. En 2019 de nouveaux studios de radio, télévision et photographie furent inaugurés.

## Gouvernance
- Dr Arcadi Gual Sala: recteur.
- Dr Sergio Rodríguez López-Ros : pro-recteur et vice-recteur chargé des relations institutionnelles.
- Dr Swen Seebach : vice-recteur chargé de l’ordonnancement académique et de la qualité.
- Dr Alessandro Mini : vice-recteur chargé de la recherche et des relations internationales.
- Dr Laura Amado : vice-rectrice chargée des étudiants
- Dr Joan Ripoll : vice-recteur chargé des personnel enseignant

## Anciens élèves
Quelques-uns des anciens élèves de l’université:
- Miquel Calçada: journaliste, cofondateur du groupe Flaix.
- Dolors Montserrat: eurodéputée.
- Jaume Alonso-Cuevillas: juriste, avocat et économiste.
- Juan Carlos Girauta: homme politique et écrivain.
- Neus Munté: avocate et femme politique.
- José Luis Ayllón: avocat et homme politique.
- Jorge Moragas: homme politique et diplomate espagnol.
- Marta Reina Izquiano : première policière trans de la police catalane.